# Рене Гаспар Ернест Тајандје
Рене Гаспар Ернест Тајандје (фр. René Gaspard Ernest Taillandier; Париз, 16. децембар 1817 — Париз, 23. фебруар 1879), француски писац и критичар. Био је професор књижевности у Стразбуру, Монпељеу и на Сорбони, гдје је 1868. именован за професора говорништва. У јануару 1870. постао је генерални секретар Министарства образовања. Године 1870. добио је орден Легије части, а 1873. постао је члан Француске академије наука.
Писао је за часопис  Revue des deux Mondes. 